# Слово о Игоровом походу
„Слово о полку Игорову“ (рус. Слово о полку Игореве), односно „Слово о Игоровом походу“, је најстарији руски еп настао у XII веку. Описује поход новгородско-сјеверског кнеза Игора против Половаца (Кумана) који је датиран у 1185. годину. Писац спева је непознат, а основна идеја спева је позив руским кнезовима да се уједине против заједничког непријатеља односно Половаца (Кумана). Оригинал је настрадао у пожару који је захватио Москву 1812. године током сукоба са Наполеоном.
У деловима епа има неколико стихова који се односе на стару словенску веру и често су помињани у књигама које се баве тиме, али је њихово значење, у том контексту, доста мутно и нејасно.
По мотивима овог спева Александар Бородин је написао чувену оперу кнез Игор.
Постоји струја, првенствено западних и прозападних, историчара која је негира аутентичност овог документа сматрајући га великоруским фалсификатом насталим у доба Ивана Грозног. Међутим ова теза је неодржива јер је аутентичност доказана потврдом догађаја помињаних у епу у другим изворима, као и потврдом астронома да се у то доба одиграло помрачење Сунца, које је описано у спеву.

## Одломци из Спева

### Позив кнежевима да се уједине
Јарославићи и унуци Всеслава!
Та спустите свој стег најзад,
одложите једном маче рушилачке.
Из славе сте прађедовске већ испали!
Ви сте својим раздорима
први стали наводити невернике
на прекрасну Земљу Руску,
на достојност Всеславову.
Иза ваших свађа поче
насртање половецко!